# 어맨다 머글턴

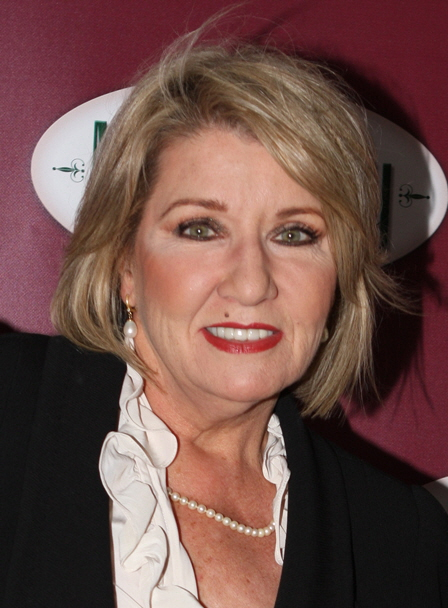

어맨다 머글턴(영어: Amanda Muggleton, 1951년 10월 12일 ~ )은 영국 런던 태생의 오스트레일리아 배우이다.

## 출연 작품
- 맷칭 잭 (2010년)
- 섹시한 느낌 (1999년)
- 폼페이의 비밀 (1988년)
- 아스팔트 위의 여왕 (1984년)
- 원 플러스 세븐 (1983년)
- 써스트 (1979년)

### 텔레비전
- 프리즈너 (1979-83, Prisoner) - 크리시 레이섬 역